# Чечебай
Чечебай (кирг. Чечебай) — село в Узгенском районе Ошской области Кыргызстана. Входит в состав Алтын-Булакского аильного округа. Код СОАТЕ — 41706  255 860 02 0

## Население
По данным переписи 2023 года, в селе проживало 508 человек.